# Coliseo
El Coliseo o Anfiteatro Flavio (en latín Colosseum, en italiano Colosseo) es un anfiteatro de la época del Imperio romano, construido en el siglo I. Está ubicado en el este del Foro Romano y fue el mayor de los que se construyeron en el Imperio romano. Conocido originalmente como Anfiteatro Flavio, Amphitheatrum Flavium, a partir de la Edad Media pasó a ser llamado Coliseo porque a su lado había una gran estatua dedicada al emperador Nerón, el Coloso de Nerón, «Colossus», que Adriano había transformado en una representación de Helios, el dios Sol. De este «Colossus Solis» derivó el nombre actual del edificio. La estatua llegó a desaparecer.
Los materiales utilizados en la construcción de esta obra fueron bloques de travertino, hormigón, madera, ladrillo, piedra (toba), mármol y estuco.
En la antigüedad poseía un aforo para unos 65 000 espectadores, con ochenta filas de gradas. Los que estaban cerca de la arena eran el Emperador, su familia y los senadores, y a medida que se ascendía se situaban los estratos inferiores de la sociedad. En el Coliseo tenían lugar luchas de gladiadores y espectáculos públicos. Se construyó justo al este del Foro Romano, y las obras empezaron entre 70 d. C. y 72 d. C., bajo el mandato del emperador Vespasiano. El anfiteatro, que era el más grande jamás construido en el Imperio romano, se completó en 80 d. C. por el emperador Tito, y fue modificado durante el reinado de Domiciano. Su inauguración duró 100 días, participando en ella todo el pueblo romano y muriendo en su celebración decenas de gladiadores y fieras que fueron sacrificados por el placer y el espectáculo del pueblo.
El Coliseo se usó durante casi cinco siglos, celebrándose en los últimos juegos de la historia en el siglo VI, bastante más tarde de la tradicional fecha de la caída del Imperio romano de Occidente en 476 d. C. Los bizantinos también lo utilizaron durante el siglo VI. Además de las peleas de gladiadores, muchos otros espectáculos públicos tenían lugar aquí, como naumaquias, caza de animales, ejecuciones, recreaciones de famosas batallas y obras de teatro basadas en la mitología clásica. El edificio dejó de emplearse para estos propósitos en la Alta Edad Media. Más tarde, sirvió como refugio, fábrica, sede de una orden religiosa, fortaleza y cantera. De sus ruinas se extrajo abundante material para la construcción de otros edificios, hasta que fue convertido en santuario cristiano, en honor a los cautivos martirizados durante los primeros siglos del cristianismo. Esta medida contribuyó a detener su expolio y a que se conservara.
Aunque la estructura está seriamente dañada debido a los terremotos y los picapedreros, el Coliseo siempre ha sido visto como un icono de la Roma Imperial y es uno de los ejemplos mejor conservados de la arquitectura romana. Es una de las atracciones turísticas más populares de la moderna Roma y aún está muy ligado a la Iglesia católica, por lo que el papa encabeza el viacrucis hasta el anfiteatro cada Viernes Santo.
El Coliseo, junto con todo el centro histórico de Roma, fue admitido en la lista del Patrimonio de la Humanidad por la UNESCO en 1980. El 7 de julio de 2007 fue reconocido como una de las siete nuevas maravillas del mundo moderno. Junto al Coliseo, se encuentran las estancias que actualmente en ruinas, sirvieron para la atención y entrenamiento de los gladiadores.

## Nombre
El nombre original del Coliseo era Amphitheatrum Flavium (Anfiteatro Flavio), y se le dio por haber sido construido en el reinado de los emperadores de la dinastía Flavia, después del reinado del emperador Nerón. Curiosamente, este nombre no era exclusivo del Coliseo, ya que Vespasiano y Tito, constructores del Coliseo, también edificaron un anfiteatro que lleva el mismo nombre en el municipio de Puteoli (nombre moderno Pozzuoli). La denominación Anfiteatro Flavio todavía se utiliza hoy en día, pero la estructura es más conocida popularmente como Coliseo. En la antigüedad también es posible que los romanos se refirieran al Coliseo por el nombre no oficial Amphitheatrum Caesareum, aunque este nombre podría haber sido estrictamente poético.
El nombre con el que es conocido actualmente, Coliseo, se empezó a divulgar a partir del siglo VIII y se piensa que se debe a una gran estatua del emperador Nerón que había al lado del edificio, llamada popularmente el Coloso (Colossus). La estatua posiblemente fue derribada para reciclar el bronce; solo la base sobrevive, y está situada entre el anfiteatro y el templo de Venus y Roma.
El originario nombre latino de Colosseum fue derivando, a la Edad Media, hacia Coliseum, palabra que ha dado el castellano Coliseo, que pasó a tener más aceptación que el de Anfiteatro Flavio. Como referente posterior para las grandes construcciones destinadas al espectáculo, se llaman también coliseos los grandes teatros y, en general, cualquier otro edificio notable.

## Historia

### Antigua Roma
En 29 a. C. el cónsul romano Estatilio Tauro construyó un anfiteatro en el Campo de Marte, el primero de gran tamaño de la ciudad, con todas las instalaciones necesarias. Este edificio quedó destruido en el gran incendio de Roma del año 64, surgiendo la necesidad de un nuevo anfiteatro para la urbe romana.
El Coliseo fue un regalo del emperador Vespasiano al pueblo. Tenía el carácter público y de edificio civil donde se ofrecían espectáculos gratuitos de lucha entre gladiadores y fieras salvajes, escenificaban batallas mitológicas y se hacían simulacros de batallas navales. Eran espectáculos diurnos al aire libre. Cada espectador ocupaba el espacio según su categoría dentro de la sociedad romana: los asientos inferiores eran por el emperador y los senadores. Los peores lugares, arriba del todo, estaban reservados para los esclavos, los extranjeros y las mujeres.
El Coliseo simboliza y glorifica el emperador Vespasiano. Fue creado para dar una imagen benefactora y con una clara intención propagandística. Las obras del Coliseo empezaron bajo el mandato del emperador Vespasiano, entre 70 y 72 d. C, y finalizó el 80 d. C, durante el reinado del emperador Tito. El emplazamiento elegido era un llano entre las colinas de Celio, Esquilino y Palatino, a través del cual fluía una corriente canalizada. El emplazamiento donde se construyó el anfiteatro había sido devastado años atrás por el Gran incendio de Roma en 64 d. C., y aprovechando esta circunstancia, Nerón se apropió de gran parte del terreno para edificar su residencia: la grandiosa Domus Aurea. En ella ordenó construir una laguna artificial, la Stagnum Neronis, rodeada de jardines y pórticos. El ya existente acueducto de Aqua Claudia se amplió para que llegara hasta esa zona, y la gigantesca estatua de bronce conocida como el Coloso de Nerón se colocó al lado de la entrada de la Domus Aurea. De esta estatua recibe el anfiteatro el nombre de Coliseo.
El área se transformó durante el reinado de Vespasiano y sus sucesores. Aunque se conservó el Coloso, se derribó buena parte de la Domus Aurea. El lago se rellenó y la tierra sirvió como emplazamiento para el nuevo Anfiteatro Flavio. Se construyeron escuelas de gladiadores y otros edificios relacionados en los alrededores, donde anteriormente se encontraba la Domus Aurea. Según una inscripción reconstruida que se encontró en el lugar, «el emperador Vespasiano ordenó que este nuevo anfiteatro se erigiera usando su parte del botín como general». Esto puede referirse al gran tesoro que robaron los romanos tras su victoria en la primera guerra judeo-romana de 70 d. C. El Coliseo puede así ser interpretado como un gran monumento triunfal, siguiendo la tradición de celebrar las grandes victorias. La decisión de Vespasiano de construir el Coliseo en el emplazamiento del lago de Nerón puede verse como un gesto popular para devolver a la gente una parte de la ciudad de la que Nerón se había apropiado para uso exclusivo. Al contrario que muchos otros anfiteatros, que se hallaban a las afueras de la ciudad, como el Anfiteatro Castrense, el Coliseo se levantaba justo en el centro de la urbe, situándolo literal y simbólicamente en el corazón de Roma.

Donde el estanque de Nerón extendía sus aguas, ahora se alza el teatro de César […] Roma ha sido devuelta a sí misma, y bajo tu mandato, César [Tito, hijo y sucesor de Vespasiano], los placeres que eran del déspota son ahora del pueblo. (Marcial, «Libro de los espectáculos» )

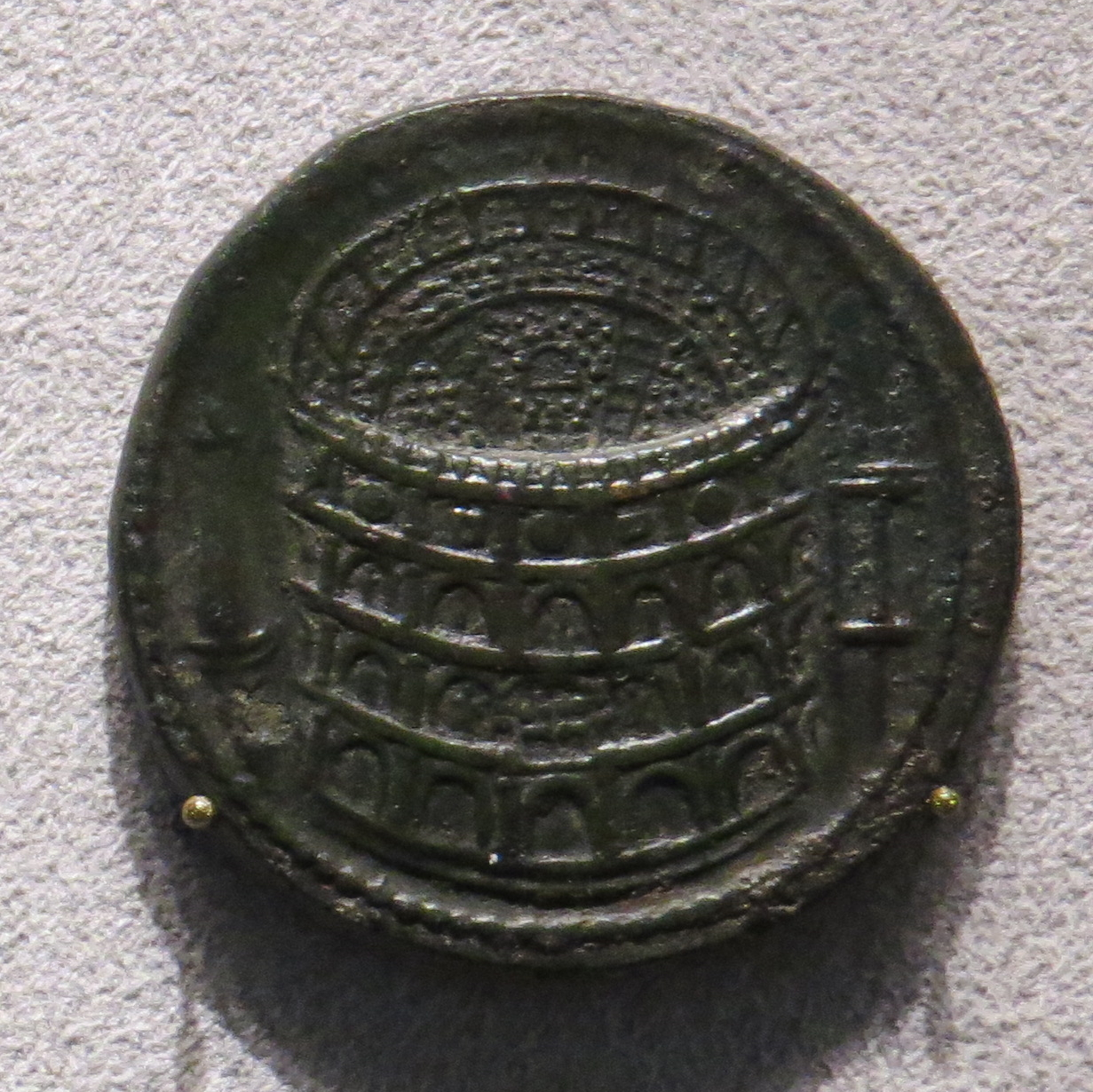
Relieve del Coliseo en un sestercio de la época de Tito acuñado para celebrar su inauguración.

Entre los siglos V y VI se prohibieron las luchas de gladiadores y de animales salvajes, y en el siglo XIII, el Coliseo se convierte en fortaleza. El último espectáculo que albergó el Coliseo del que se tiene noticia es en el año 523 por orden del rey godo Teodorico. Posteriormente el anfiteatro fue abandonado, e incluso parte de sus piedras, como la de tantos otros edificios históricos de los Foros Imperiales, se utilizaron como canteras para otros edificios más modernos. Fue solo a finales del siglo XIX cuando se excavó la estructura bajo la arena, y volvió a ser símbolo de la gloria de Roma.
El Coliseo albergó espectáculos como las venationes (peleas de animales) o los noxii (ejecuciones de prisioneros por animales), así como las munera: peleas de gladiadores. Se calcula que en estos juegos murieron unas 200 000 personas. Asimismo, se celebraban naumachiae, espectaculares batallas navales que requerían inundar la arena de agua. Es probable que fueran en los primeros años, antes de construirse los sótanos bajo la arena. El Coliseo poseía un avanzado sistema de canalización de agua que permitía llenar y vaciar rápidamente el piso inferior.
Se desconoce la identidad del arquitecto del edificio, como ocurría en general con la mayoría de las obras romanas: las edificaciones públicas se erigían para mayor gloria de los emperadores. A lo largo de los años se han barajado los nombres de Rabirio, Severo, Gaudencio o incluso Apolodoro de Damasco, aunque se sabe que este último llegó a Roma en el año 105.
Cuando Vespasiano murió en 79, el Coliseo ya estaba completo hasta el tercer piso. Su hijo Tito terminó el nivel superior e inauguró el edificio en 80. Dión Casio dice que se mató a más de 9000 animales salvajes durante los juegos inaugurales del anfiteatro. Más adelante se remodeló el edificio bajo el mandato del hijo pequeño de Vespasiano, el recientemente nombrado emperador Domiciano, quien construyó el hipogeo, túneles subterráneos que se usaban para alojar animales y esclavos. También añadió una galería en la parte superior del Coliseo para aumentar su aforo.
En 217, el Coliseo fue gravemente dañado por un gran incendio (causado por una tormenta eléctrica, según Dión Casio) que destruyó el suelo de madera en el interior del anfiteatro. No se reparó del todo hasta 240 y se siguió remodelando en 250 o 252, y de nuevo en el año 320. Una inscripción recoge que varias partes del Coliseo fueron restauradas por Teodosio II y Valentiniano III (que reinaron de 425 a 450), posiblemente para reparar los daños que causó un terremoto en 443; las obras prosiguieron en 484 y 508. La arena se seguía usando para competiciones hasta bien entrado el siglo VI, registrándose la última pelea de gladiadores de la historia cerca del 435. La caza de animales continuó por lo menos hasta el año 523.

### En la Edad Media

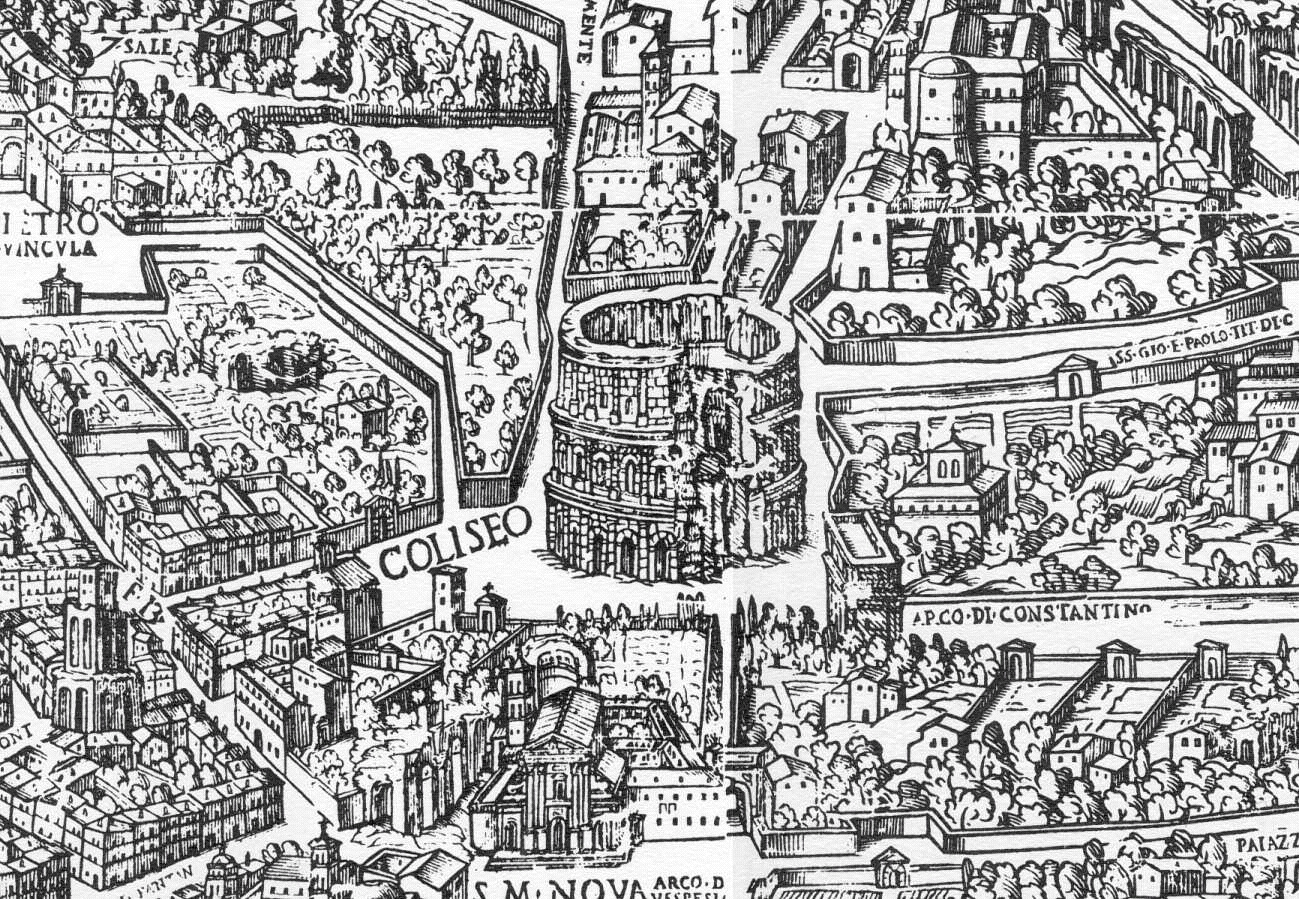
El Coliseo representado en un mapa de la Roma medieval.

El Coliseo experimentó grandes cambios en su uso durante el periodo medieval. A finales del siglo VI se construyó una pequeña iglesia dentro de la estructura del anfiteatro, aunque aparentemente no le dio un significado religioso al edificio entero. La arena se transformó en un cementerio. Los numerosos espacios entre las arcadas y bajo los asientos se convirtieron en fábricas y refugios, y según las fuentes se alquilaron hasta el siglo XII.
Durante el papado de Gregorio Magno, muchos de los monumentos antiguos pasaron a manos de la Iglesia, que era la única autoridad efectiva. Sin embargo, carecía de recursos para mantenerlos, por lo que cayeron en el abandono y el expolio. En la Edad Media, la decadencia de la ciudad afectó a todos los monumentos imperiales. Los terremotos de 801 y 847 provocaron grandes destrozos en un edificio prácticamente abandonado en las afueras de la ciudad medieval.
Cuando en 1084 el papa Gregorio VII fue expulsado de la ciudad, muchos monumentos pasaron a manos de familias nobles romanas, que los usaron como fortalezas. Alrededor de 1200 la familia Frangipani se apropió del Coliseo y lo fortificó, usándolo de forma parecida a un castillo y convirtiéndolo en su área de influencia. El Coliseo fue cambiando de manos hasta 1312, en que volvió a la Iglesia.
El gran terremoto de 1349 dañó severamente la estructura del Coliseo, haciendo que el lado externo sur se derrumbase. Muchas de esas piedras desprendidas fueron recuperadas para construir palacios, iglesias (incluidos edificios de la Ciudad del Vaticano), hospitales y otros edificios en toda Roma. Una orden religiosa se asentó en el tercio norte del Coliseo y siguió habitándolo hasta principios del siglo XIX. La piedra del interior del anfiteatro fue picada en exceso, para reutilizarla en otra parte o (en caso de la fachada de mármol) quemarla para obtener cal viva. Las abrazaderas de bronce que sostenían la mampostería fueron arrancadas de las paredes, dejando numerosas marcas. Aún hoy pueden observarse dichas cicatrices en el edificio.

### En la Edad Moderna

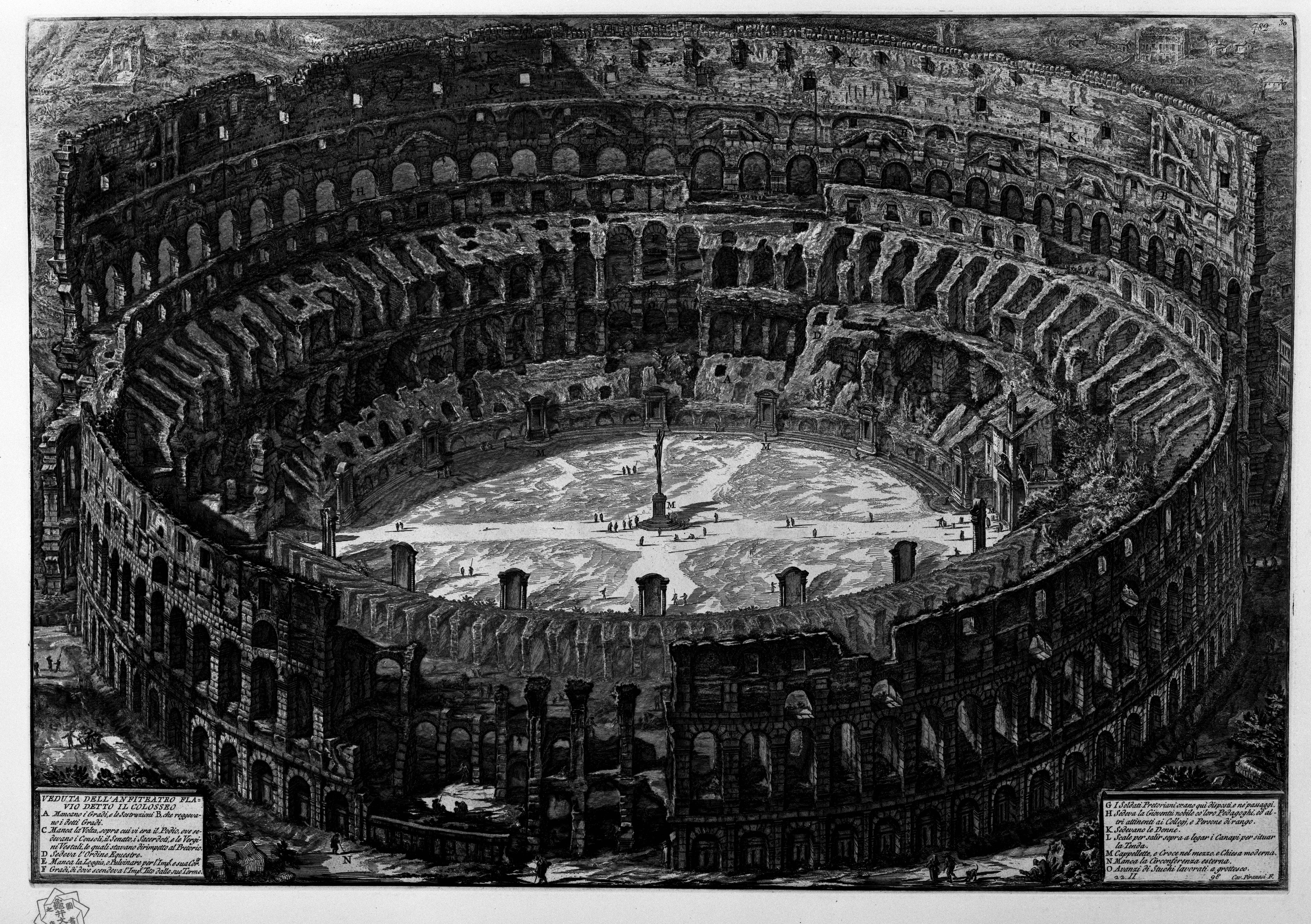
El Coliseo a mediados del, según un grabado de Giovanni Battista Piranesi.

A lo largo de los siglos XV y XVI, el travertino que lo recubría fue arrancado para emplearlo en otras construcciones, por ejemplo, el Palacio Barberini y el Puerto de Ripetta. Un conocido dicho latino reza Quod non fecerunt Barbari, fecerunt Barberini (lo que no hicieron los bárbaros, lo hicieron los Barberini). También se utilizó para quemarlo y obtener cal. El expolio de piedras continuó hasta 1749, en que Benedicto XIV consagró el monumento como lugar santo en memoria de los mártires allí ejecutados (si bien se cree que la mayoría de estos fueron martirizados en el Circo Máximo).
Durante los siglos XVI y XVII, funcionarios de la Iglesia buscaron un papel productivo para el casco en ruinas del gran Coliseo. El papa Sixto V (1585-1590) previó convertir el edificio en una fábrica de lana para emplear a las prostitutas de Roma, aunque esta propuesta fracasó debido a su muerte prematura. El siglo XIX, en cambio, comenzaron una serie de obras para estabilizar muchos monumentos antiguos. El 1820 se terminaron varios contrafuertes, restauración llevada a cabo por orden de Pío VII, que son claramente distinguibles hoy en día, y sin los cuales el edificio probablemente se habría derrumbado. Durante todo el siglo se sucedieron obras de consolidación y mejora, en un proceso que aún continúa.
Junto al Coliseo se encontraba la Meta Sudans, construida por el emperador Domiciano entre el 89 y el 96 ; era una fuente monumental de forma cónica con una altura de 17 metros y rodeada de agua. Su función era señalar la intersección de los cuatro distritos de la ciudad. En el año 1936 Mussolini la mandó demoler por «molestar» por la creación de la Via dei Fori Imperiali. Una de las últimas barbaridades que sufrió el Coliseo fue ser objeto de simbolizar el borrador de la historia de Italia por parte de los militares; parte faltante del edificio se debe a una bomba caída en el mismo durante la Segunda Guerra Mundial.

### En el presente

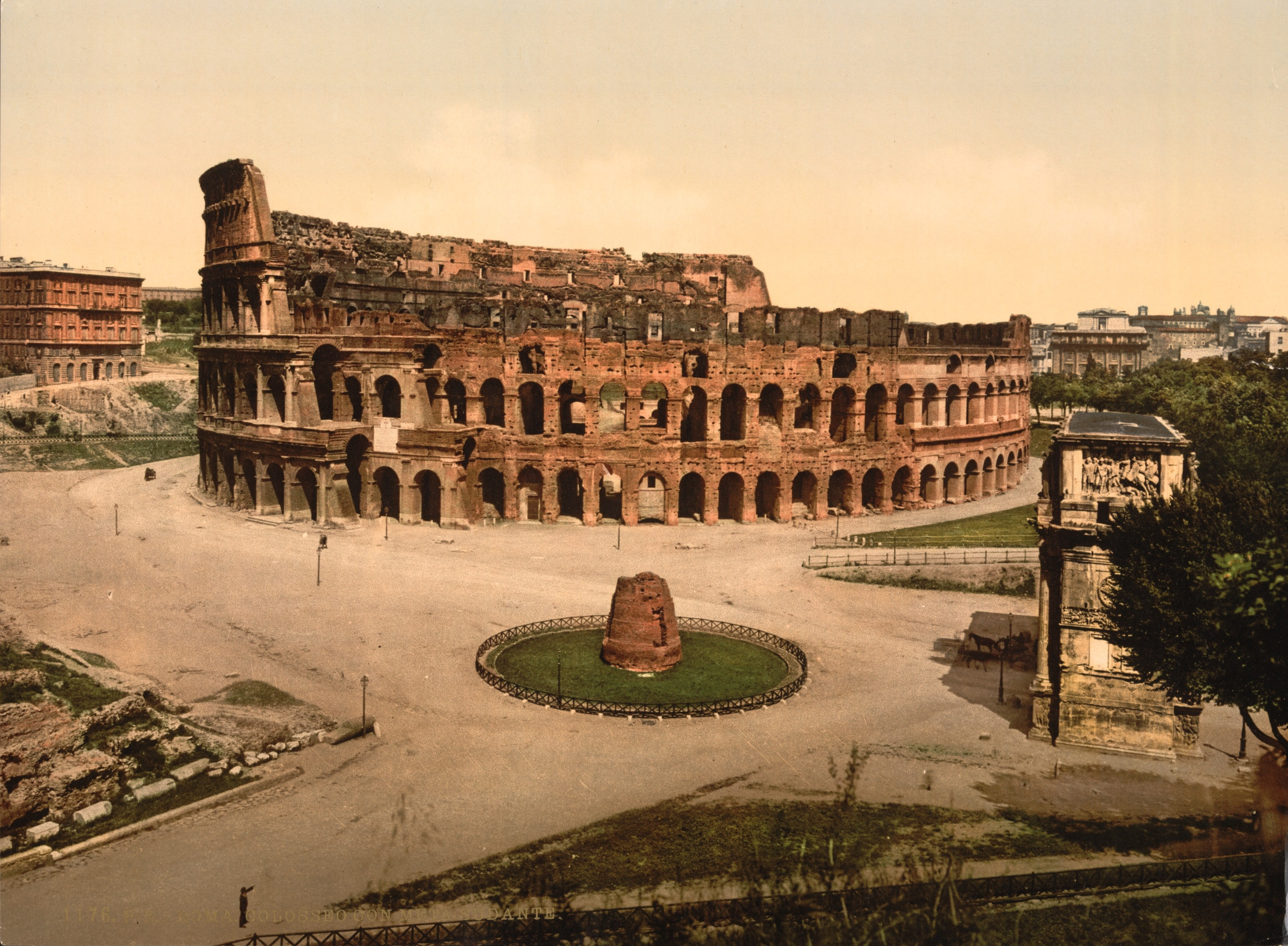
El Coliseo y la fuente Meta Sudans en una foto de finales del.

El Coliseo es sin duda uno de los grandes atractivos turísticos de Roma. Ha sido llevado al cine en múltiples ocasiones, destacando sobre todo la reconstrucción digital mostrada en la película Gladiator.
En 1980, la Unesco declaró el centro histórico de Roma, incluido el Coliseo, Patrimonio de la Humanidad. Desde 2000, las autoridades mantienen el edificio iluminado durante 48 horas cada vez que en algún lugar del mundo se le conmuta o aplaza una sentencia de muerte a un condenado. 
Este monumento de la Roma Clásica ha sido designado una de Las Nuevas Siete Maravillas del Mundo Moderno, según la designación honorífica realizada en Lisboa el 7 de julio de 2007, en el marco del concurso New 7 Wonders, organizado por el suizo Bernard Weber, del cual la Unesco se ha desmarcado completamente.
El Coliseo fue desalojado el 7 de agosto de 2011 por una alarma de bomba, que resultó inexistente. Una llamada telefónica había informado que había una lata con cables colgando. Según el alcalde de Roma, «Tenía algo de trementina, una batería y dos cables, pero ningún material explosivo».
En el verano de 2016 culminó una trabajosa tarea de limpieza del exterior del edificio, la primera de tipo integral que se le ha realizado en toda su historia; un proceso iniciado casi tres años antes. Financiada por la firma de calzados Tod's, la restauración consistió en el lavado de superficies mediante agua pulverizada (respetando la pátina de piedra y mármoles) y en la sustitución de estucados no idóneos. A este trabajo, con un presupuesto de 10 millones de euros, seguirá la restauración del interior del Coliseo y una modernización de los servicios al visitante, gracias a otra partida de 15 millones.

## Arquitectura
El Anfiteatro Flavio es un enorme edificio ovalado de 189 metros de largo, 156 de ancho y 48 de altura, con un perímetro elíptico de 524 metros. La organización de la obra se ejecutó con varios turnos de trabajadores durante el día y se llevó a cabo con elementos prefabricados que permitieron una construcción modular. Por este motivo se dice que este edificio ha sido un modelo para los recintos deportivos modernos, ya que tiene un diseño ingenioso y aporta soluciones a problemas actuales.
El edificio se basa en una construcción arquitrabada y rodeada a los tres primeros pisos que lo conforman. Se puede apreciar la utilización de la arquitectura típica de los romanos, con arcos de medio punto sobre unos pilares gruesos que también sostienen columnas adosadas de tipo decorativo. Los pilares aguantan los arquitrabes, los frisos y cornisas que fijan el límite de cada uno de los tres primeros pisos.
En el interior del edificio está el gran tesoro del Coliseo: la grada (o cávea) no aprovecha los desniveles del terreno, sino que se levanta sobre muchas vueltas superpuestas, apoyadas sobre pilastras de travertino. El corazón del edificio, gracias a ello, está lleno de kilómetros de pasillos abovedados y de escaleras: es una obra pensada para garantizar el movimiento fluido de mucha gente. En su configuración se usó la bóveda de cañón y la bóveda de arista, más compleja.
La fachada se erige sobre un estilóbato sobre el que se levantan cuatro pisos. El primer piso, de 80 arcadas, es de orden dórico toscano y refleja robustez y virilidad; el segundo piso es de orden jónico y se compone de base, fuste más esbelto que el dórico y un capitel de volutas; el tercer piso es de orden compuesto, con el capitel con hojas de acanto. El cuarto piso, el último, presenta un ático macizo, decorado con lesenas de estilo corintio. Este nivel hacía varias funciones: aumentaba la cabida, proporcionaba más obra en el interior y mejoraba el efecto visual. En este piso había 240 palos de madera que servían para aguantar las astas a las que se fijaba un toldo inmenso.
En el interior, los intercolumnios del segundo y tercer piso, había estatuas; los pasillos de la grada, relieves de mármol y de estuco.
La grada rodea la arena y bajo esta hay un subsuelo para agilizar el espectáculo. Las fieras eran conducidas a la arena con ascensor y también había pasillos y escaleras y una estudiada distribución de habitaciones y cuartos; además, se instaló un sistema de conducción de agua para transformar la arena en una gran piscina para las naumaquias.

### La estructura

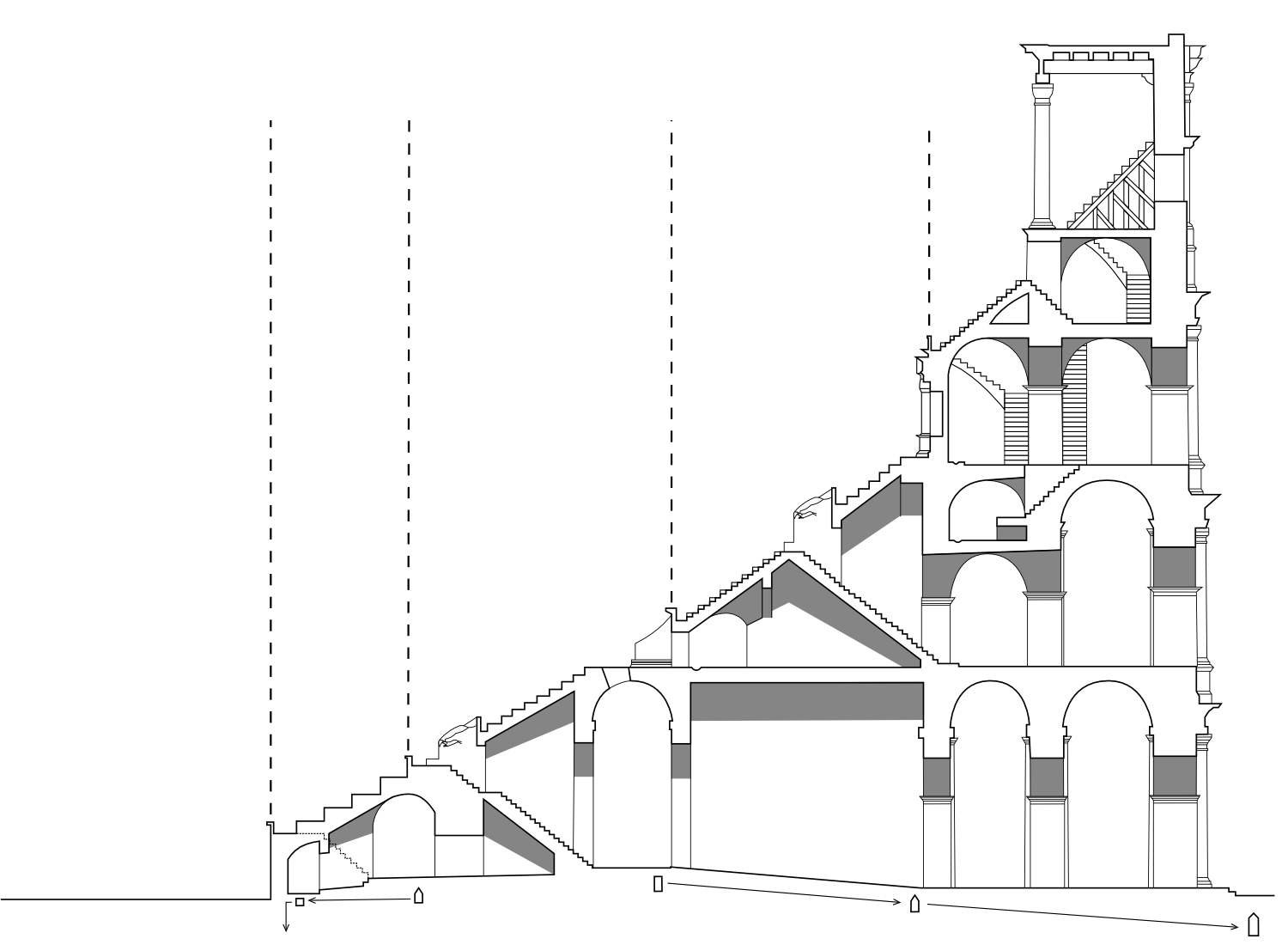
Sección por la cávea.

El Coliseo romano fue quizás la obra más grandiosa de la arquitectura romana, y en él se utilizaron las más variadas técnicas de construcción. Las pilastras y los arcos son de travertino colocado sin argamasa. En las partes inferiores y en los sótanos se empleó la toba del mismo modo. Muchos de estos sillares iban sujetos con grapas metálicas. Las bóvedas que sostienen la cávea se hicieron vertiendo argamasa de cemento directamente sobre cimbras de madera, una innovación que aligeraba la fábrica.
El hecho de que el edificio se ubicase sobre una laguna obligó a excavar hasta 14 metros de limos inservibles y realizar una cimentación de casi 13 metros de opus cementicium (hiladas de argamasa de cal y piedras alternadas).

### La arena y el hipogeo
El terreno de juego propiamente dicho era un óvalo de 75 por 44 metros, y en realidad era una plataforma construida en madera y cubierta de arena. Todo el subsuelo era un complejo de túneles y mazmorras (el hipogeo) en el que se alojaba a los gladiadores, a los condenados y a los animales. El suelo disponía de varias trampillas y montacargas que comunicaban con el sótano y que podían ser usadas durante el espectáculo.
El plano de la arena tenía un completo sistema de drenaje, conectado a cuatro imponentes cloacas. Se ha sugerido que obedecen a la necesidad de evacuar el agua tras los espectáculos navales. Sin embargo, parece ser que ya Domiciano, abandonando la idea de la naumaquia, pavimentó las cloacas y colocó en la arena los montacargas para los combates de gladiadores. La cubierta de madera ya no se conserva, con lo que todo el laberinto subterráneo permanece hoy al aire libre.

### La cávea
El amplio graderío interior estaba diferenciado en gradus, pisos reservados para las diferentes clases sociales:
- En el podium, el primero de ellos, se sentaban los romanos más ilustres: senadores, magistrados, sacerdotes y quizá las vestales. En ambos extremos del eje menor había sendos palcos: la tribuna imperial (pulvinar) y otra reservada para el magistrado que en ocasiones presidía los juegos. Dado que este piso era el más próximo a las fieras, había una red metálica de protección y arqueros apostados regularmente.
- El maenianum primum, para los aristócratas que no pertenecían al senado,
- El maenianum secundum, dividido en el imum para los ciudadanos ricos y el summum para los pobres.
- En lo más alto estaba el maenianum summum in ligneis, hecho de madera, probablemente sin asientos y reservado para mujeres pobres.

Además, algunos órdenes sociales, como los tribunos, sacerdotes o la milicia, tenían sectores reservados.
El acceso desde los pasillos hasta las gradas se producía a través de los vomitorios, llamados así porque permitían salir una enorme cantidad de gente en poco tiempo. Estaban tan bien diseñados que los 50 000 espectadores podían ser evacuados en poco más de treinta minutos.

### El exterior

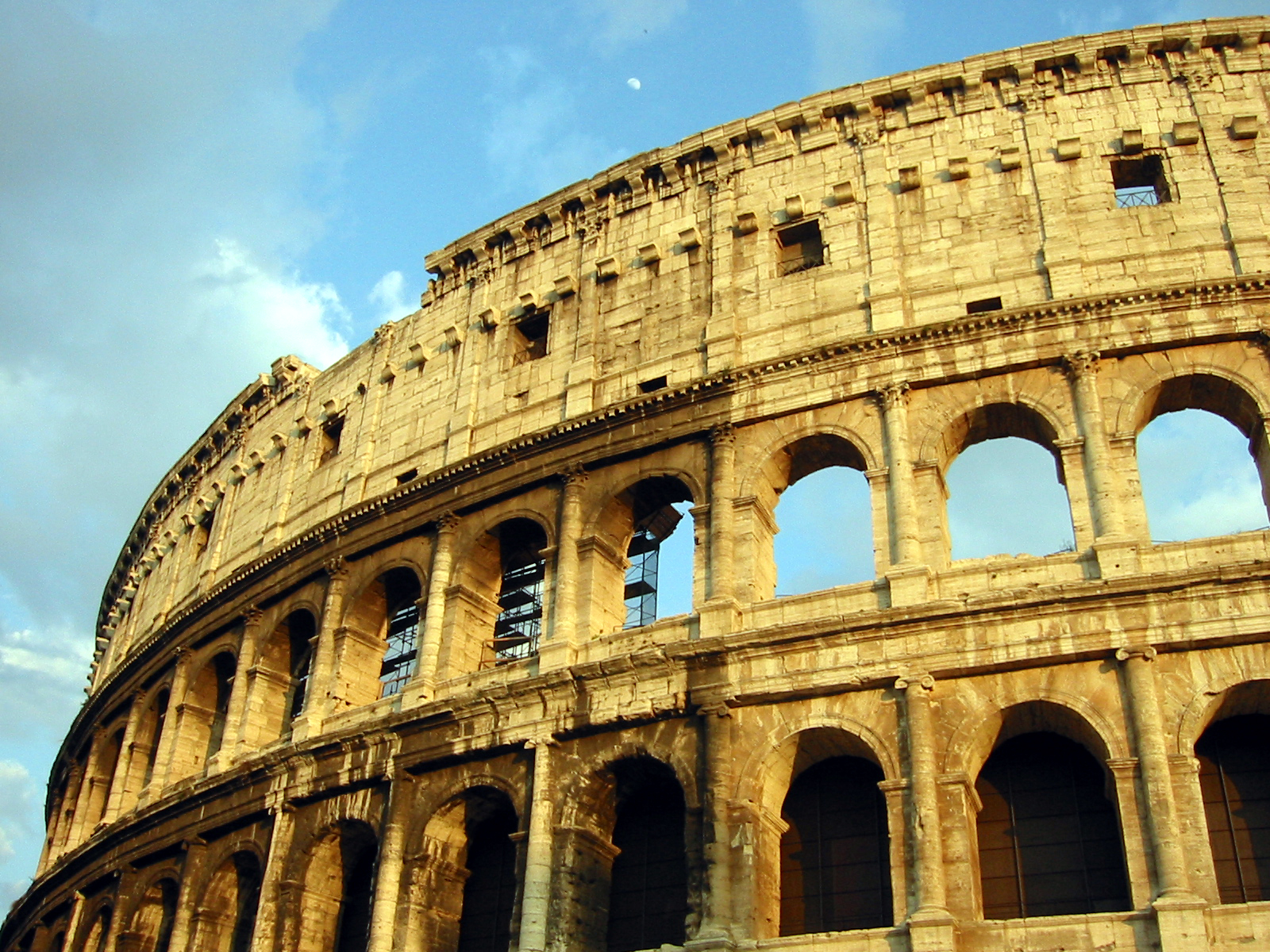
De abajo arriba, las columnas son de orden Toscano, Orden jónico y Orden corintio compuesto.

El exterior se articula en cuatro órdenes, cuyas alturas no se corresponden con los pisos interiores. Los tres órdenes inferiores los forman 80 arcos sobre pilastras y con semicolumnas adosadas que soportan un entablamento puramente decorativo. El cuarto lo forma una pared ciega, con pilastras adosadas y ventanas en uno de cada dos vanos.
Los órdenes de cada piso son sucesivamente toscano, jónico y corintio. El último piso tiene un estilo indefinido que fue catalogado en el siglo XVI como compuesto. Era corriente superponer estilos diferentes en pisos sucesivos, pero no era habitual hacer edificios con cuatro órdenes superpuestos. Las comunicaciones entre cada piso se realizaban a través de escaleras y galerías concéntricas. El emperador tenía una entrada principal en la parte norte para él y su familia, y las otras tres entradas axiales eran para los cónsules.
El cubrimiento de los muros se realizó con estuco, aunque actualmente se encuentran a la vista los bloques de travertino colocados en hiladas y unidos con juntas de mortero y sujetos con grapas de plomo y bronce; en la zona superior del último piso se aprecian materiales más ligeros como el ladrillo.

### El velario

Imagen panorámica del Coliseo en 2022.

El Coliseo contaba con una cubierta de tela desplegable accionada mediante poleas. Esta cubierta, hecha primero con tela de vela y luego sustituida por lino (más ligero), se apoyaba en un entramado de cuerdas del que poco se sabe. Cada sector de tela podía moverse por separado de los de alrededor y era accionado por un destacamento de marineros de la flota romana.
En la parte superior de la fachada se han identificado los huecos en los que se colocaban los 250 mástiles de madera que soportaban los cables. Al parecer las cuerdas se anclaban en el suelo, pues de otro modo los mástiles soportarían demasiado peso. A tal efecto había un anillo concéntrico de piedras o cipos situados a 18 metros de la fachada en la explanada exterior, y que también permitían controlar el público para evitar aglomeraciones. La franja entre la fachada y los cipos estaba pavimentada con travertino.

## Usos
El Coliseo se usaba para peleas de gladiadores, así como una gran variedad de eventos. Los espectáculos, llamados munera, siempre eran patrocinados por ciudadanos en vez de por el Estado. Tenían un fuerte elemento religioso, pero también eran una demostración de poder e influencia familiar, y resultaron ser increíblemente populares en la plebe. Otro espectáculo popular era la caza de animales, o venatio. En ella se usaban una gran variedad de bestias salvajes, la mayoría importadas de África, como rinocerontes, hipopótamos, elefantes, jirafas, leones, panteras, leopardos, cocodrilos y avestruces. Las batallas y la caza se representaban en escenarios con árboles y edificios móviles. Estos festejos se celebraban a veces a gran escala; se dice que Trajano celebró sus victorias en Dacia en 107 con juegos en los que participaron 11 000 animales y 10 000 gladiadores, desarrollándose durante 123 días. El público o el emperador podía salvar el gladiador que quedaba malherido mediante la posición en que pusiera su pulgar, arriba o abajo, representando la vida o la muerte del luchador vencido.

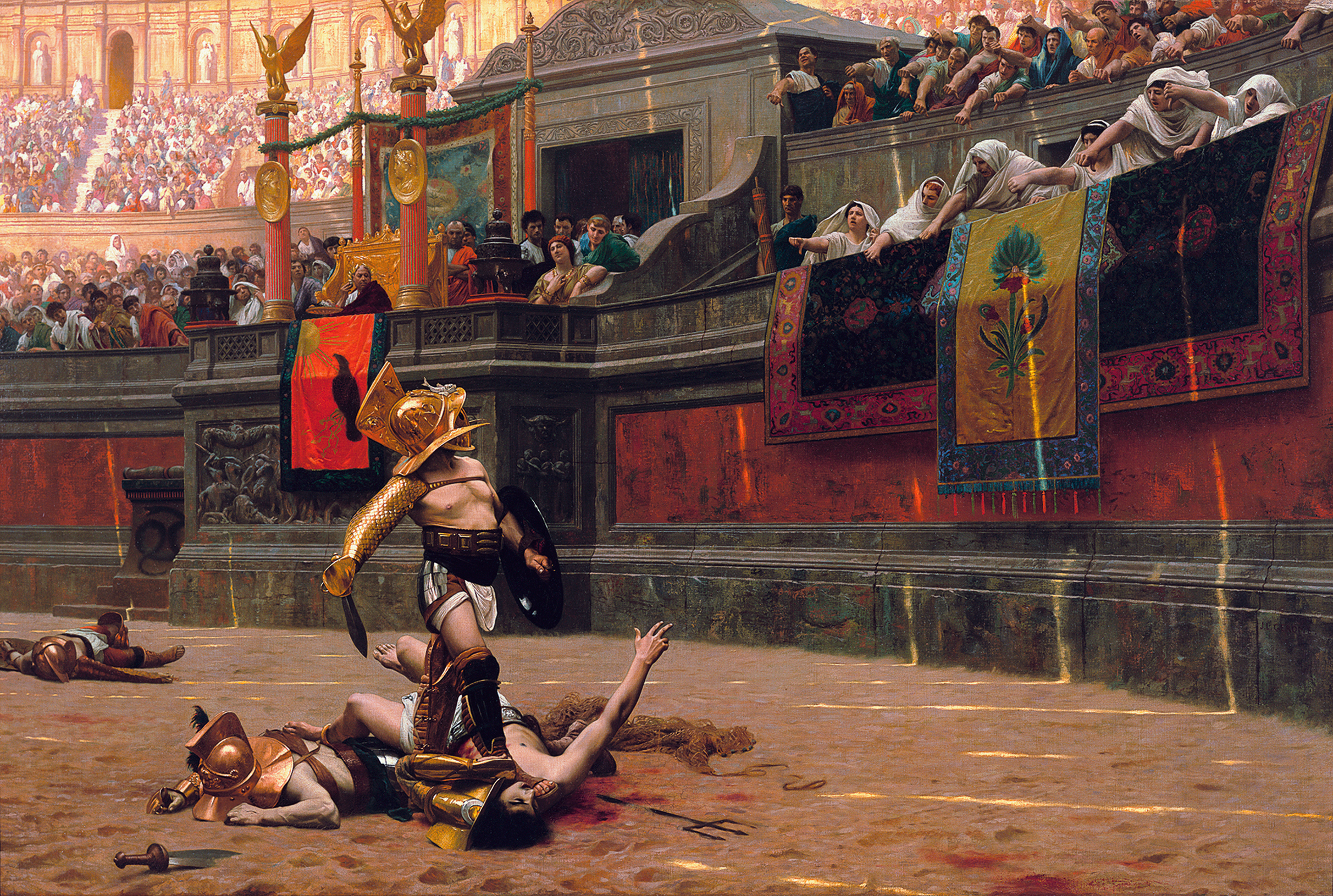
Pollice Verso (Pulgar abajo) de Jean-Léon Gérôme, 1872.

Durante los primeros días del Coliseo, los escritores clásicos decían que el edificio servía para naumachiae (más conocidas como navalia proelia) o simulaciones de batallas navales. Las fuentes que nos cuentan los juegos inaugurales que hizo Tito en el año 80 describen que el piso inferior se llenaba de agua para mostrar a caballos y toros previamente entrenados nadando. También nos relatan una recreación de una famosa batalla naval entre los griegos de Corfú y los corintios. Esto ha sido objeto de debate por los historiadores, ya que, aunque llenar el edificio de agua no hubiera presentado problemas, no está claro cómo podían haber hecho que la arena fuese impermeable, ni si hubiera habido espacio suficiente para que los barcos de guerra se moviesen. Se ha sugerido que las fuentes hablaban de otro lugar, o que el Coliseo tenía en sus orígenes un ancho canal inundable que iba hasta su eje central, y que posteriormente habría sido sustituido por el hipogeo.
El poeta Marcial también se hizo eco de dichos juegos inaugurales, y más concretamente, nos describe una lucha de gladiadores que pasaría a la historia, la de Vero y Prisco. Ambos lucharon hasta la extenuación ante el emperador Tito sin que ninguno de los dos llegara a imponerse sobre el otro. Tal empeño y capacidad de resistencia fue recompensado con el clamor popular, que llevó al César a perdonarles. Tan excepcional fue este hecho que Marcial lo recogió en su obra Liber spectaculorum.
Asimismo, se hacían sylvae o recreaciones de paisajes naturales en la arena. Pintores, técnicos y arquitectos construían una simulación de un bosque con árboles y arbustos reales que se plantaban en el suelo de la arena. Ponían animales para poblar el paisaje y asombrar a la multitud. Esos escenarios podrían haberse usado simplemente para mostrar un entorno natural a la población urbana, o como telón de fondo para la caza u obras que narraban episodios mitológicos. Ocasionalmente, se usaban para ejecuciones en los que el héroe de la historia —interpretado por el condenado a muerte— era asesinado de manera espantosa pero mitológicamente auténtica, siendo devorado por bestias o quemado hasta la muerte.

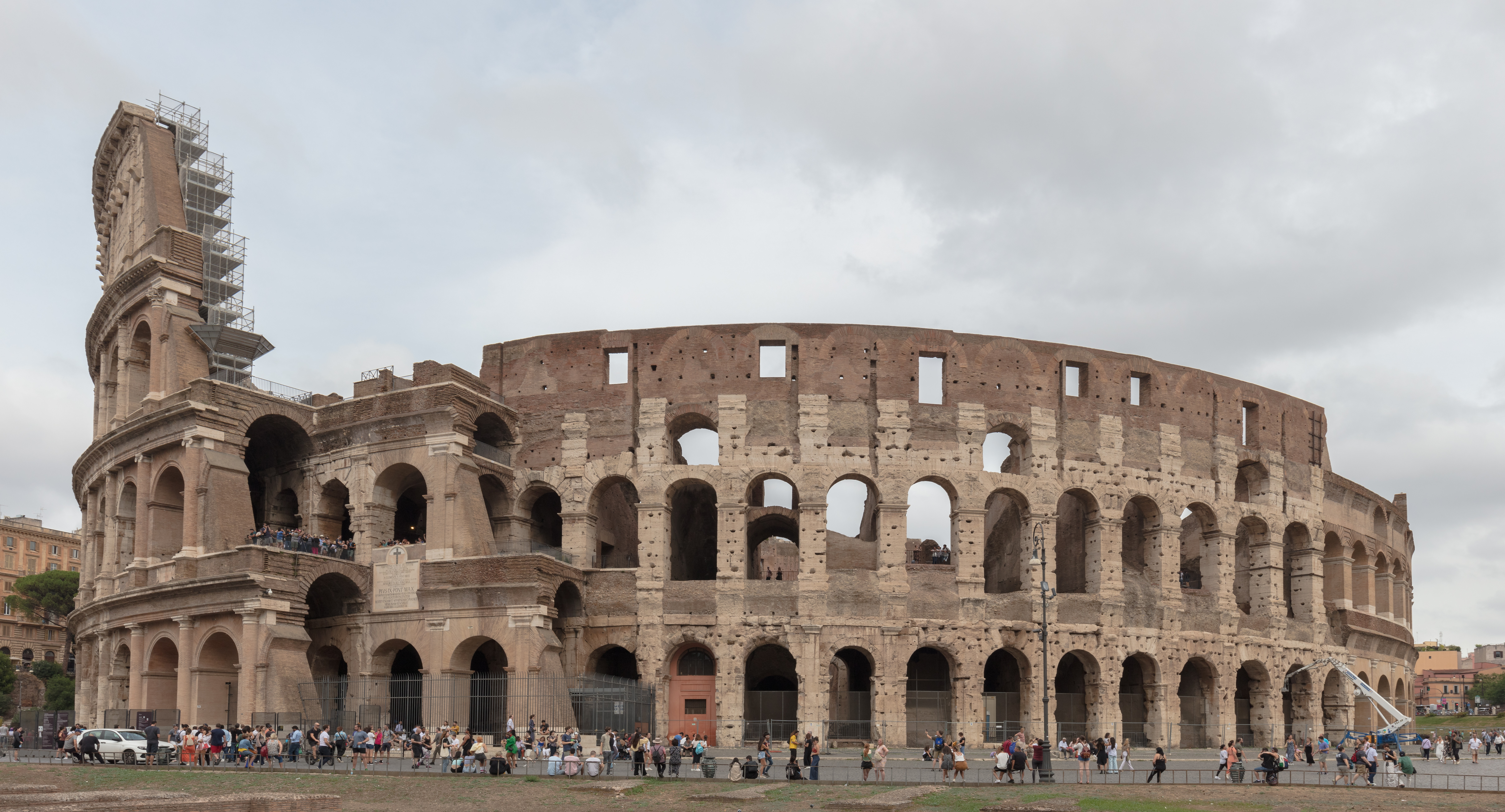
Los muros interiores están a la vista en gran parte del perímetro del anfiteatro.

## Los cristianos y el Coliseo
Durante mucho tiempo se ha considerado al Coliseo como la escena de numerosos martirios de los primeros cristianos. De todas formas, esta creencia parece haber surgido durante el siglo XVI. Las fuentes romanas y de la Alta Edad Media se refieren a martirios cristianos en lugares de Roma vagamente descritos (en el anfiteatro, en la arena, etc.) pero sin especificar cuál; había, de hecho, numerosos estadios, anfiteatros y circos en Roma. A menudo se dice que san Telémaco, por ejemplo, murió en el Coliseo, pero Teodoreto, en sus escritos acerca de esta muerte, dice que falleció en el estadio (eis to stadio). El martirio de san Ignacio de Antioquía ocurrió en «la arena», según las fuentes, pero sin concretar qué arena.
En la Edad Media, el Coliseo no era visto como un lugar sagrado. Su uso primero como fortaleza y después como cantera demuestra la poca importancia espiritual que se le atribuía, en un tiempo en el que los lugares asociados con mártires eran muy venerados. No estaba incluido en los itinerarios reunidos para uso de los peregrinos ni en obras tales como la Mirabilia Urbis Romae ("Maravillas de la ciudad de Roma"), del siglo XII, que dice que el Circo Flaminio —y no el Coliseo— fue el lugar donde ocurrieron estos martirios. Parte de la estructura estaba habitada por una orden cristiana, pero aparentemente no tenían motivos religiosos ni espirituales para vivir allí.

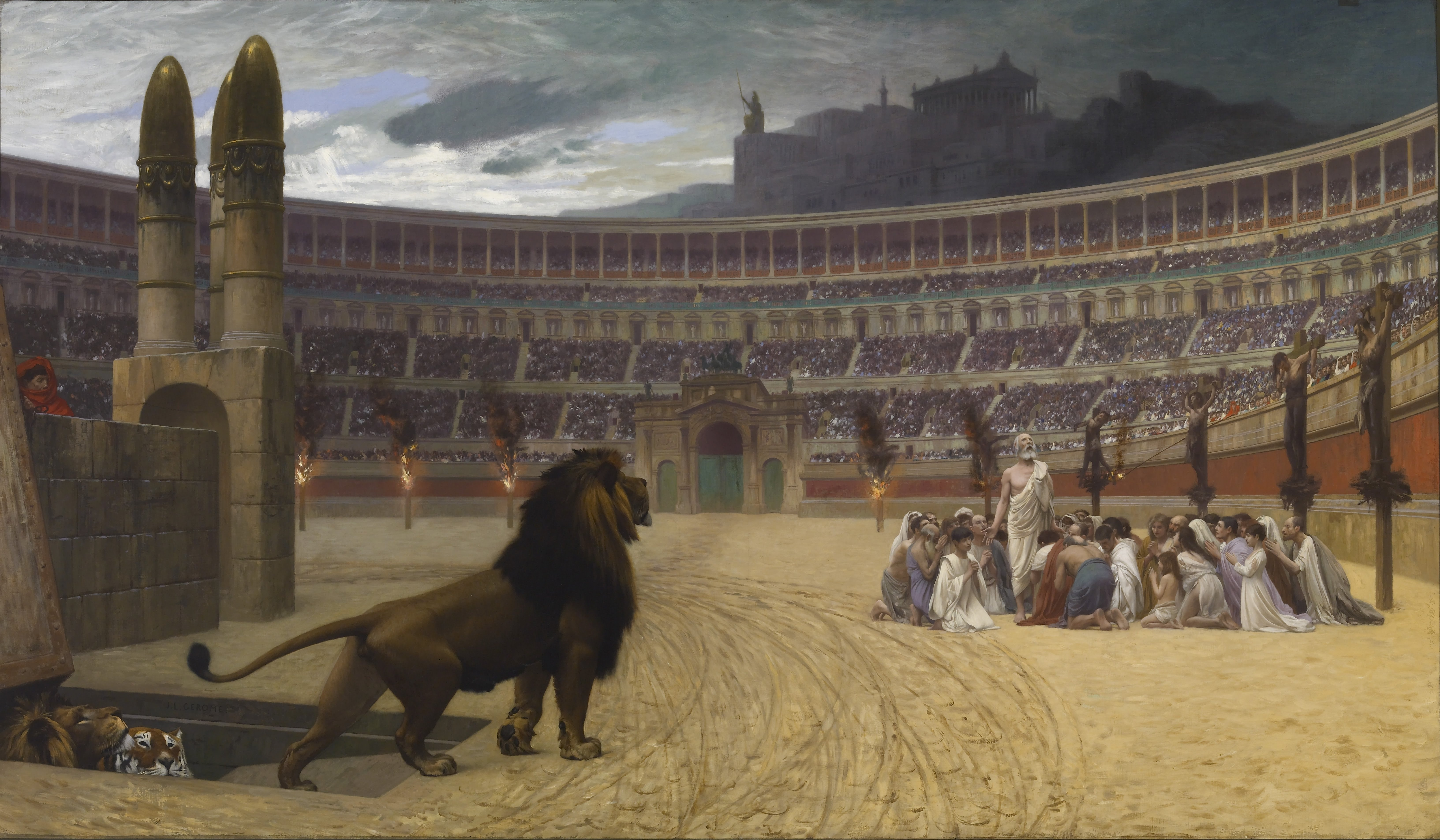
La última oración de los mártires cristianos (1883), cuadro del pintor francés Jean-Léon Gérôme.

Parece que durante los siglos XVI y XVII empezó a considerarse lugar santo al Coliseo. Se dice que el papa Pío V recomendó que los peregrinos reunieran arena del Coliseo como si fuera una reliquia, ya que estaba impregnada de la sangre de los mártires. Esta seguramente fue una visión minoritaria hasta que se hizo popular casi un siglo más tarde por Fioravante Martinelli, que puso al Coliseo a la cabeza de una lista de lugares sagrados a causa de los martirios que en ellos se celebraron, en su libro Roma ex ethnica sacra, de 1653.
Evidentemente, el libro de Martellini tuvo un claro efecto en la opinión pública. Como respuesta a la propuesta que algunos años después hizo el Cardenal Altieri de convertir el Coliseo en una plaza de toros, Carlo Tomassi publicó un panfleto como protesta a lo que consideraba una profanación. La controversia que siguió persuadió al papa Clemente X para que cerrara las arcadas externas del Coliseo y lo declarara santuario cristiano, aunque el debate sobre cuán sacro era el edificio continuaría por algún tiempo más.
A petición de san Leonardo de Porto Maurizio, el papa Benedicto XIV prohibió que se usara el Coliseo como cantera y erigió un Viacrucis alrededor de la arena, que permaneció allí hasta febrero de 1874. San Benito José Labre pasó los últimos años de su vida entre los muros del Coliseo, viviendo de la caridad de los fieles, hasta su muerte en 1783. Varios papas del siglo XIX mandaron realizar trabajos de reparación y restauración en el Coliseo, por lo que el edificio aún conserva una conexión con la cristiandad. Se pusieron cruces en varios puntos alrededor de la arena y cada Viernes Santo el papa encabeza una procesión al anfiteatro en memoria de los mártires cristianos.

## El Coliseo en la cultura popular
Siendo un icono de la cultura occidental, el Coliseo ha aparecido en numerosas películas y obras de arte de la cultura popular:
- La canción de Cole Porter llamada «You're the Top» del musical Anything Goes (1934) incluye el verso "You're the Top, You're the Colosseum" (eres la cima, eres el Coliseo).
- En la película de 1953 Vacaciones en Roma, el Coliseo sirve de telón de fondo para numerosas escenas.
- En la película de 1954 Demetrio y los gladiadores, el emperador Calígula sentencia al cristiano Demetrio a luchar en el Coliseo; aunque dicha escena es anacrónica, pues Calígula es anterior a la edificación del anfiteatro.
- El final de la película de 1957 20 Million Miles to Earth tiene lugar en el Coliseo.
- En la película de 1972 Way of the Dragon, Bruce Lee luchó contra Chuck Norris en el Coliseo.
- En el manga de 1995 Ōgon no Kaze, Giorno Giovanna y su grupo se encuentran con Jean Pierre Polnareff en el Coliseo, además de que la batalla final contra Diavolo también toma lugar en este.
- En la película de 1997 Double Team, Jean-Claude Van Damme lucha contra Mickey Rourke en el Coliseo.
- En la película Gladiator de Ridley Scott (2000), el Coliseo se recreó por ordenador para restaurar la gloria de sus mejores tiempos en el siglo II. La reconstrucción del edificio es fiel y da una buena impresión de cómo pudo ser el hipogeo. Aun así, muchos de los edificios que rodeaban al Coliseo en la película nunca existieron, y su proximidad con el Tíber tampoco es veraz.
- En la película de ciencia ficción The Core (2003), el Coliseo es destruido por múltiples rayos que lo reducen a escombros junto con el resto de Roma.
- En la película de Lizzie McGuire (2003), el Coliseo sirve de escenario para que la protagonista cante a miles de espectadores.
- En la película Jumper (2008), se ve el Coliseo como escenario de batalla entre el protagonista (Hayden Christensen) y parte de sus enemigos.
- En los videojuegos Colosseum Road to Freedom y Gladiator Road to Freedom Remix de PS2, así como en el videojuego Gladiator Begins de PSP, se puede luchar con un gladiador propio en el Coliseo de Roma entre otras arenas.
- El Videojuego Assassin's Creed: Brotherhood se basa en la ciudad de Roma, en donde se muestra el Coliseo romano.
- En el Videojuego RYSE: Son of Rome, de la consola XBOX ONE, el protagonista, Marius, lucha en el Coliseo romano contra otros gladiadores.
- En Playmobil: La película (2019), el Coliseo es el hogar del villano, el emperador Maximus, y el lugar al que pretenden llegar los protagonistas.
- En Godzilla y Kong: El nuevo imperio (2024), el Coliseo es el lugar donde Godzilla se queda a descansar.

La fama de Coliseo como lugar de entretenimiento ha hecho que su nombre fuera aplicado a otros edificios públicos modernos, particularmente en los Estados Unidos, donde teatros, salas de conciertos y estadios se llaman comúnmente coliseos.
Numerosos artistas, especialmente del siglo XVIII y XIX, la han hecho objeto de sus obras de dibujo, grabado o pintura, entre ellos:

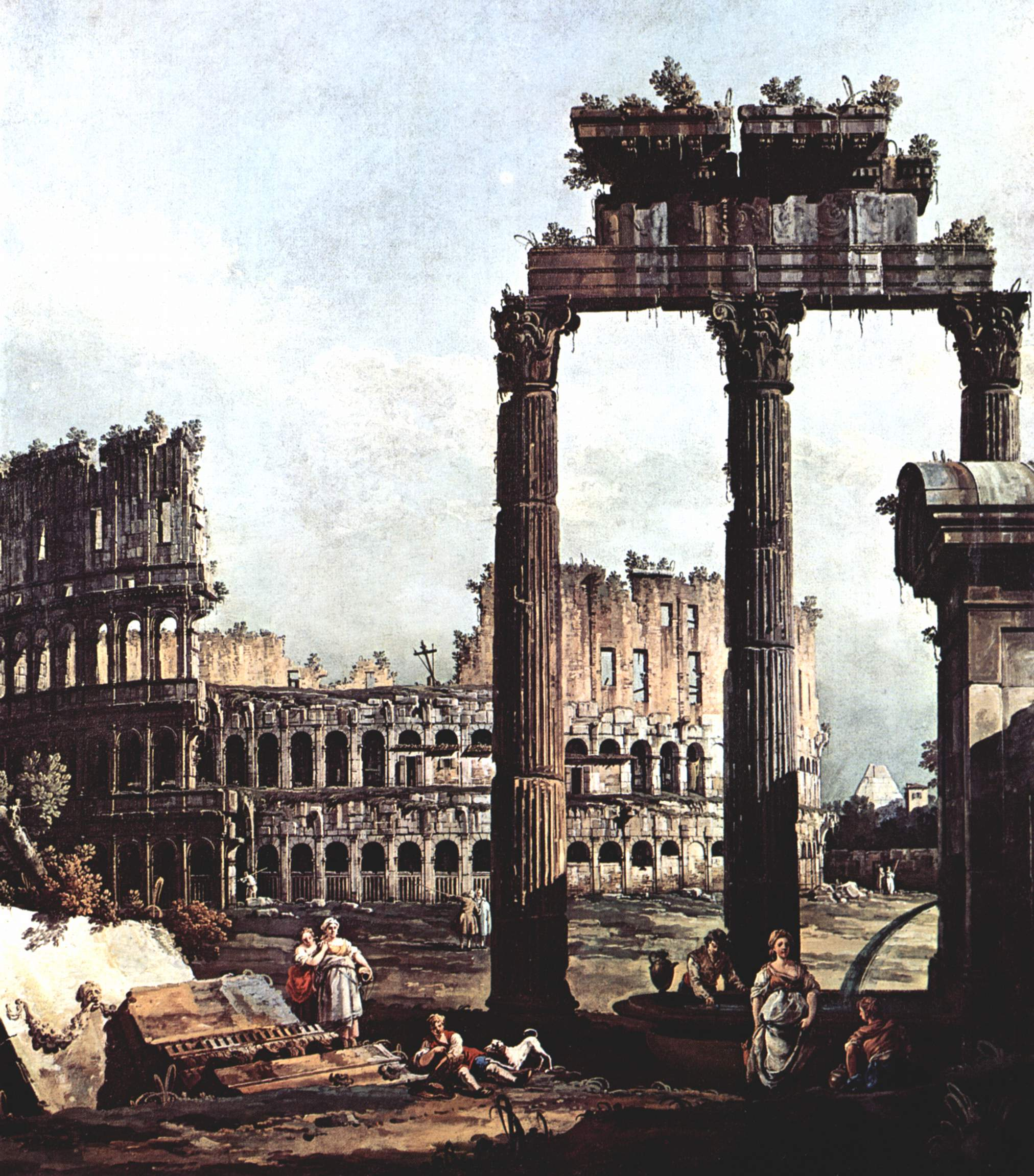
Capricci Romano por Bernardo Bellotto Il Canaletto (1742 - 1747), pintura al óleo.
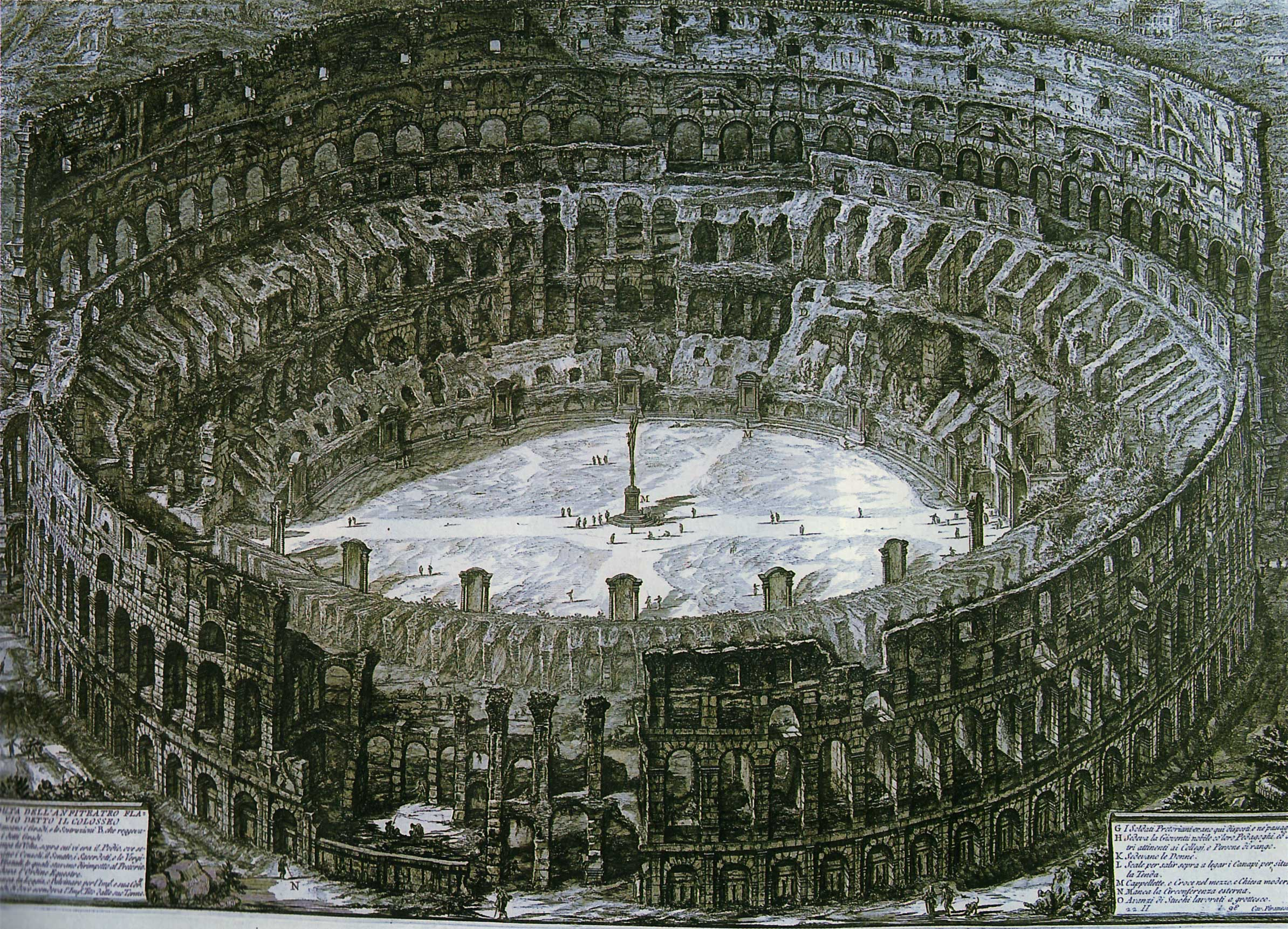
Interno del Colosseo cono edicole por la Vía Crucis Giovanni Battista Piranesi (c.1750) grabado.
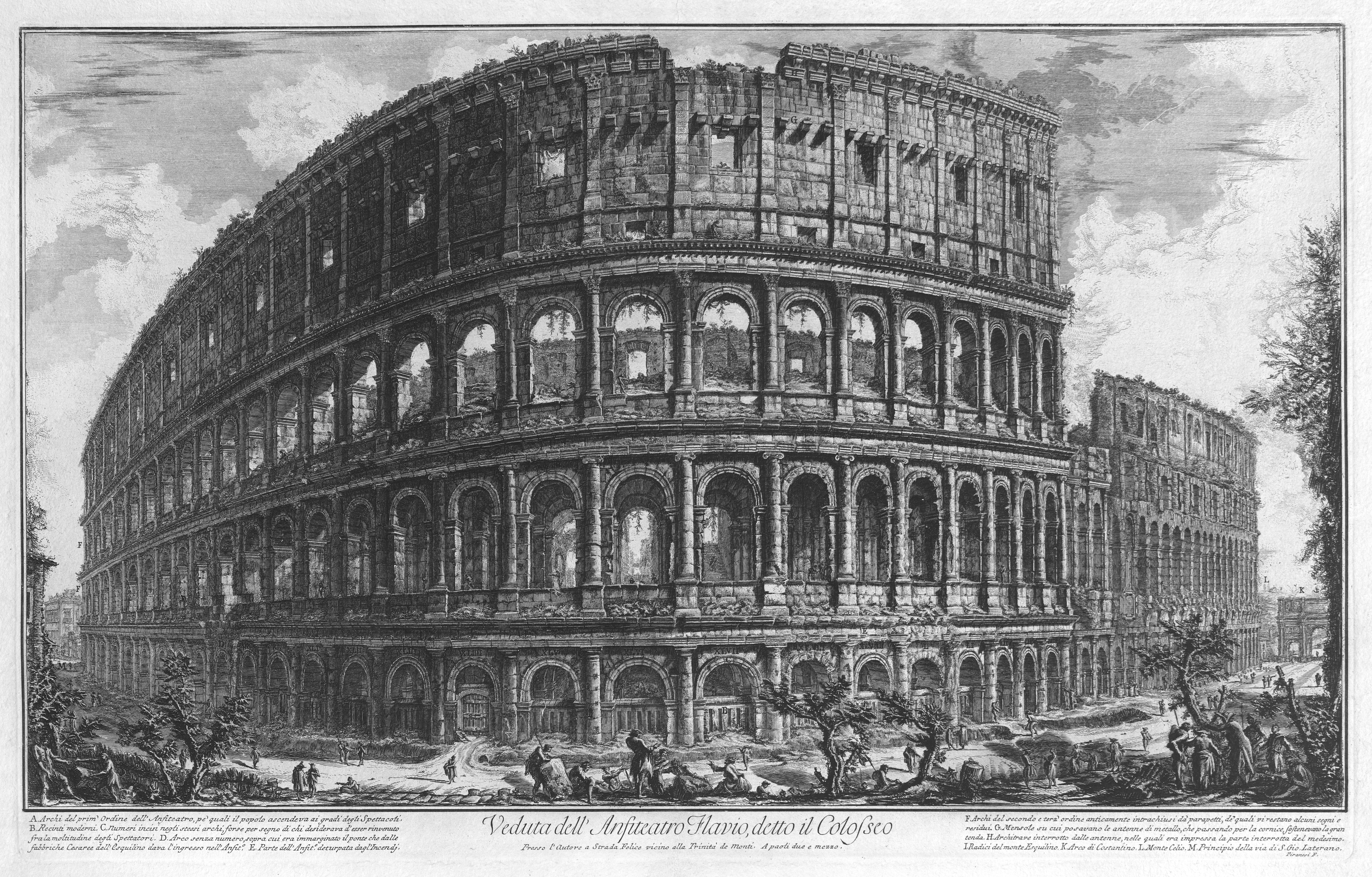
El Coliseo por Giovanni Battista Piranesi (1757), grabado.
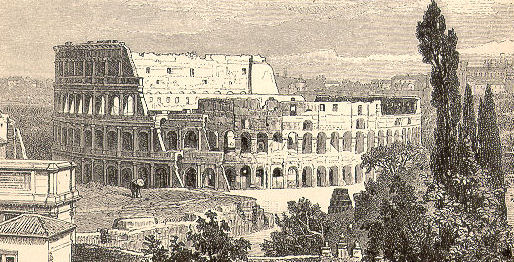
Colosseum Roma por Heinrich August Pierer (1891), grabado.
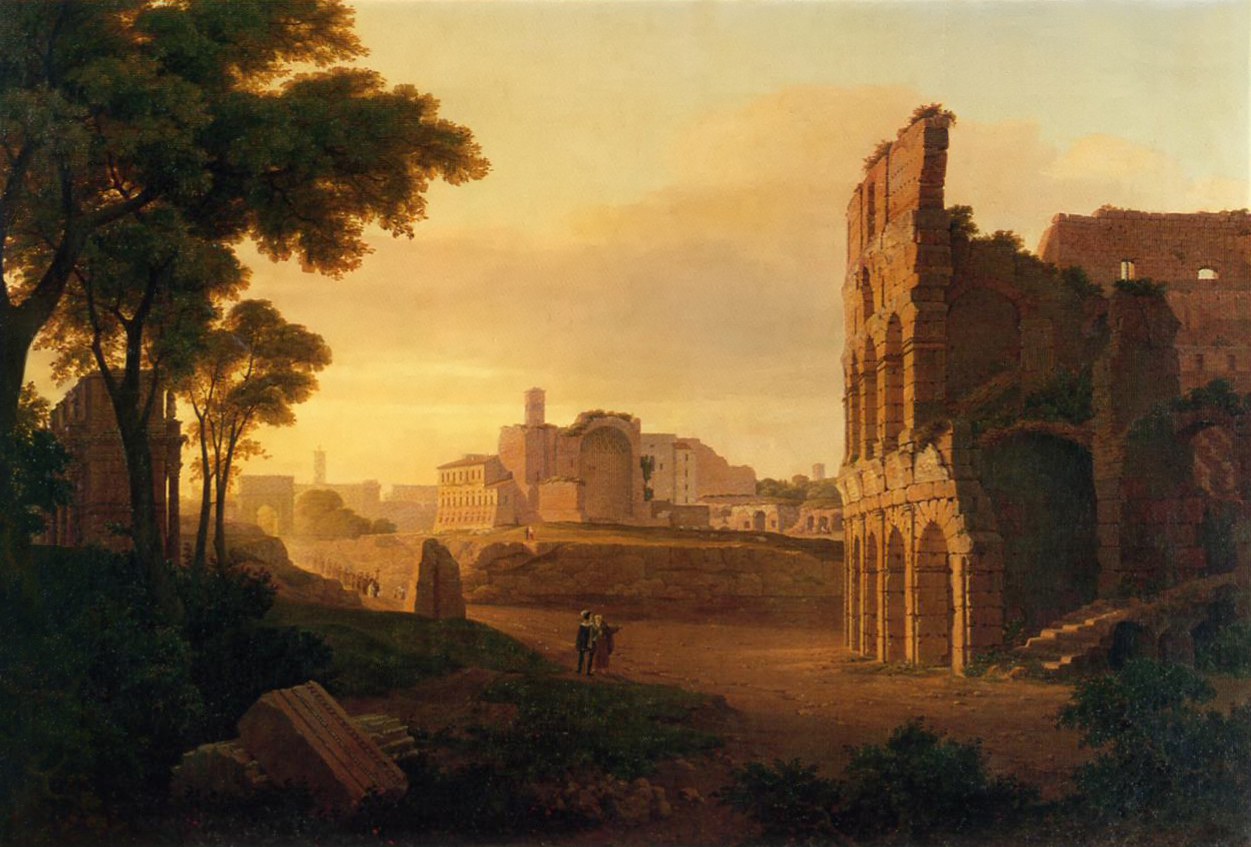
Kolosseum und Forum Romanum de Rudolf Wiegmann ( 1835 ), pintura al óleo.
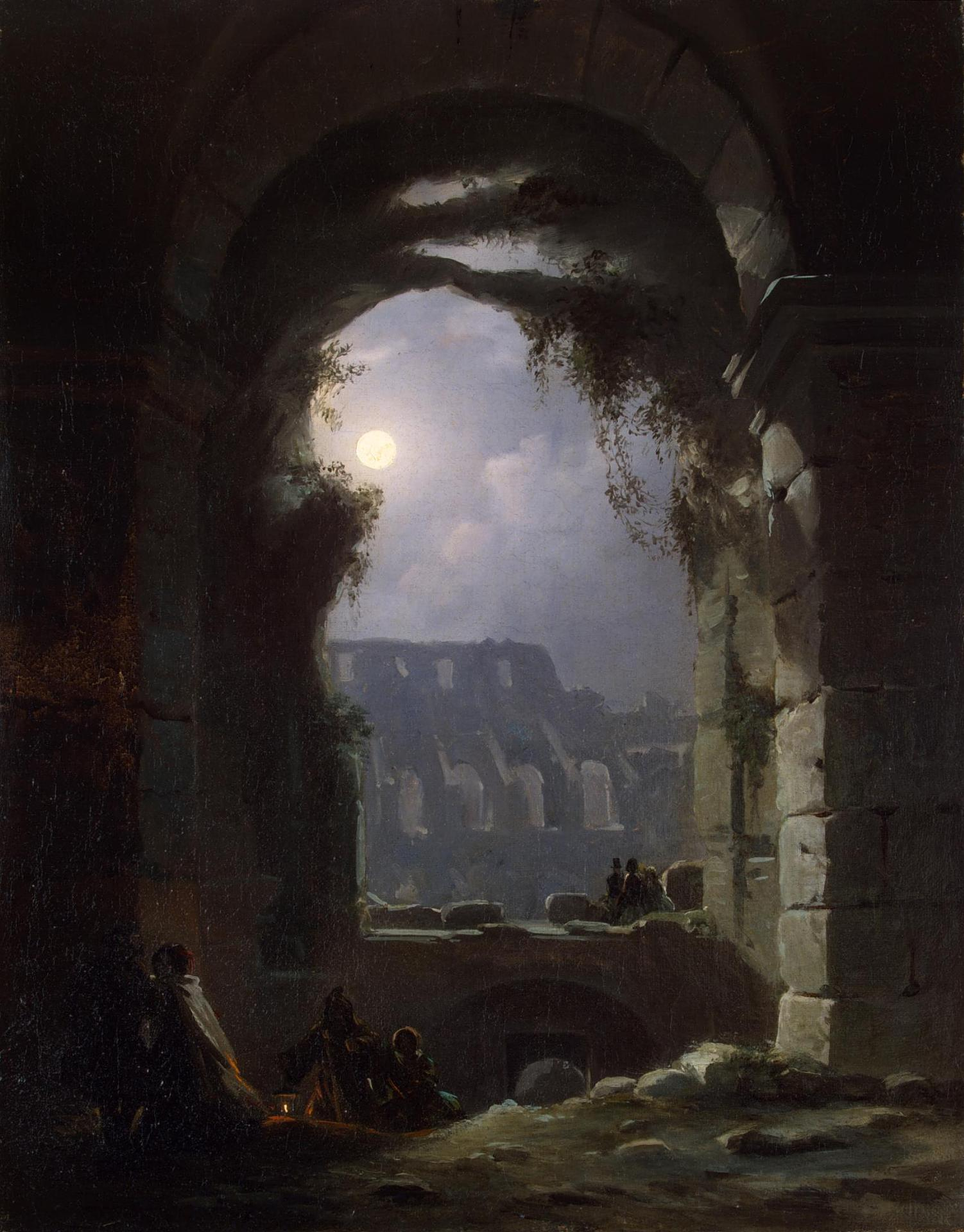
Coliseo por Franz Ludwig Catel (c.1830), pintura.
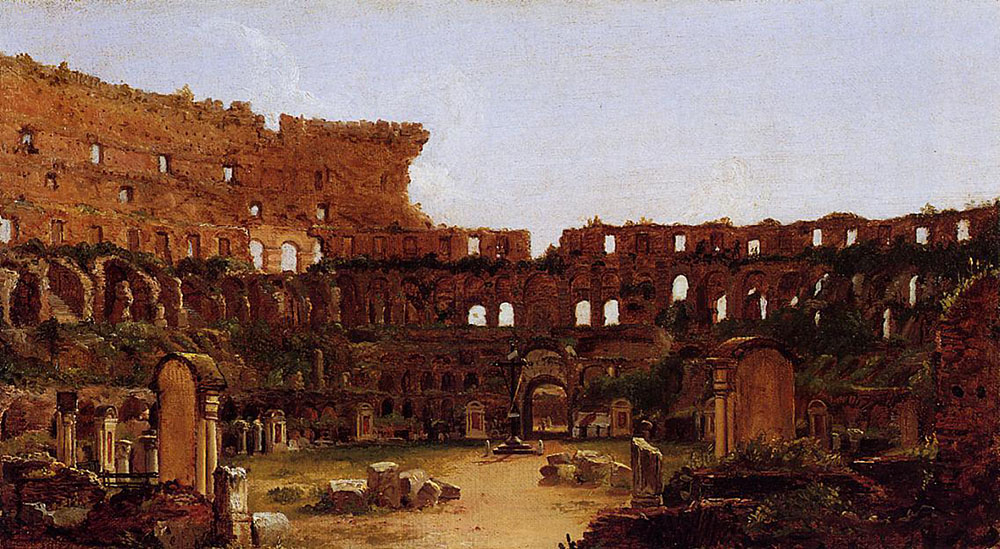
Interior of the Colosseum por Thomas Cole (1832), pintura.

## Visitantes e ingresos
Desde 1998 y hasta las restricciones impuestas por la pandemia de COVID-19 (2020), el Coliseo fue la atracción turística más visitada de Italia, según los informes anuales del Ministerio de Cultura sobre museos, monumentos y áreas arqueológicas estatales. Al menos desde 1996 (fecha a la que corresponden las primeras estadísticas publicadas en la página web oficial) hay un crecimiento sostenido en la cantidad de visitantes en casi todos los años hasta la llegada de la pandemia, cuando se registra un significativo descenso en el número de visitantes.
Las visitas por el Coliseo de Roma durante los meses de junio, julio y agosto de 2023, ascendieron a más de 2.277.139 de turistas, consiguiendo el récord hasta la fecha. Una media de 20.000 visitantes al día. 
Aquí tienes un registro de número de visitantes por año e ingresos aportados. 
| Año  | Visitantes | Ingresos brutos |
| ---- | ---------- | --------------- |
| 1996 | 420 071    | 1 166 874 €     |
| 1997 | 723 331    | 2 387 341 €     |
| 1998 | 2 300 635  | 9 346 196 €     |
| 1999 | 2 404 311  | 9 659 947 €     |
| 2000 | 2 530 705  | 10 888 026 €    |
| 2001 | 2 741 953  | 11 458 217 €    |
| 2002 | 2 899 101  | 17 530 770 €    |
| 2003 | 3 159 284  | 18 922 102 €    |
| 2004 | 3 547 864  | 21 554 470 €    |
| 2005 | 3 904 774  | 23 928 420 €    |
| 2006 | 4 086 507  | 27 933 972 €    |
| 2007 | 4 458 975  | 30 068 320 €    |
| 2008 | 4 790 163  | 32 517 436 €    |
| 2009 | 4 665 394  | 30 616 980 €    |
| 2010 | 5 122 300  | 33 542 003 €    |
| 2011 | 5 400 906  | 36 451 088 €    |
| 2012 | 5 211 093  | 37 600 385 €    |
| 2013 | 5 634 779  | 39 833 062 €    |
| 2014 | 6 191 025  | 41 610 499 €    |
| 2015 | 6 560 453  | 44 781 260 €    |
| 2016 | 6 418 206  | 44 600 189 €    |
| 2017 | 7 040 870  | 48 678 467 €    |
| 2018 | 7 650 519  | 53 829 956 €    |
| 2019 | 7 556 301  | 57 566 279 €    |
| 2020 | 1 077 887  | 8 848 740 €     |
| 2021 | 1 633 436  | 16 822 075 €    |

1. ↑  Los totales de estas estadísticas muestran la suma de todos los billetes disponibles para visitar el Coliseo. Desde 1996 (en rigor, desde antes, aunque aquí figuran las estadísticas a partir de ese año) se contabiliza la visita combinada entre el Coliseo y el Monte Palatino. En abril de 1999 se añadió un circuito arqueológico que permitía visitar con un solo billete el Coliseo, el Palatino, el Foro Romano, el Palazzo Massimo alle Terme y el Palazzo Altemps, y otro circuito que a todo eso le sumaba las Termas de Caracalla. Estos circuitos sufrieron algunas modificaciones a lo largo de los años, en tanto que desde diciembre de 2007 la entrada combinada Coliseo+Palatino sumó al Foro Romano, que desde 2018 es el único billete disponible para visitar el Coliseo.

### Estafa de reventa de boletos

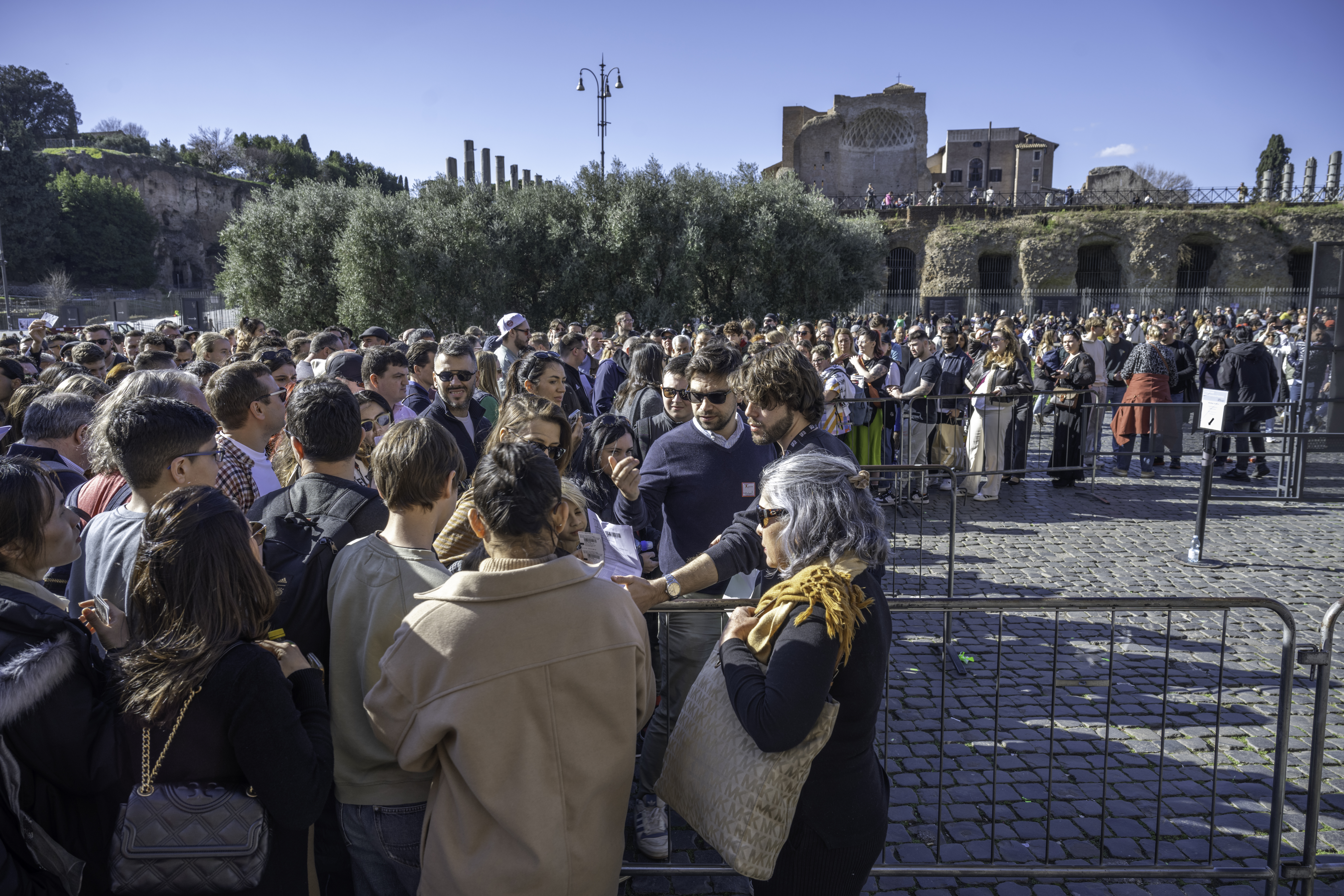
Filas de personas para entrar en el Coliseo

Los llamados revendedores abusivos de entradas en el Coliseo de Roma continúan siendo el foco de atención de los Carabinieri. Tras intensivos controles realizados por parte del Comando de Piazza Venezia, que resultaron en sanciones a 19 promotores irregulares, los operativos del martes en las zonas turísticas cercanas al parque arqueológico del Coliseo y los Foros Imperiales llevaron a la identificación de 11 personas más. Estas personas fueron sorprendidas ejerciendo ilegalmente actividades de promoción turística y mediación en la venta de boletos de ingreso al Colosseo, además de cuatro individuos dedicados al comercio ambulante ilegal.
Los infractores, originarios de Bangladés, Túnez, Mali y Senegal, fueron todos identificados y sancionados administrativamente con multas que suman un total de 30.400 euros, por violaciones al reglamento urbano de Roma Capitale. Además, se aplicó una sanción por violación del prohibición de permanencia, con una orden de alejamiento del área del Colosseo por 48 horas.Estos revendedores se organizan temprano en la mañana para reservar en línea una cantidad significativa de boletos para el Coliseo, y los ofrecen a precios elevados a los turistas que llegan sin ellos.

#### Uso de terminales
Para facilitar a los turistas el pago de los boletos con tarjetas de crédito o débito, los revendedores proporcionaban terminales de punto de venta (POS) conectados a cuentas bancarias personales, no asociados a agencias, como los dos que fueron descubiertos y confiscados por los Carabinieri del Comando Roma Piazza Venezia. Junto con los POS, se incautaron 2 credenciales plastificadas de "tour operator", 13 volantes publicitarios que promovían tours dentro del Coliseo, 3 petos con la inscripción "staff information", 53 boletos para tours turísticos en la capital con un valor comercial de aproximadamente 3.000 euros, 25 botellas de agua, 18 pulseras de cuero y 8 bolsos sin marca.Esta actividad ilegal representó un lucrativo negocio realizado abiertamente en la Plaza del Anfiteatro Flavio.Anteriormente, los vendedores ambulantes comercializaban boletos en la calle en nombre de supuestas agencias turísticas. Sin embargo, esta nueva estrategia marcó un avance en su modelo de negocio, actuando ahora de manera independiente y presentándose como operadores turísticos, con cuentas en instituciones bancarias.

#### Mafia de los centuriones
La sombra del Coliseo ha sido escenario de una serie de actos delictivos que incluyen amenazas, extorsiones, abusivismo y agresiones físicas. Recientemente, tres "centuriones" fueron arrestados, seguidos por el arresto de dos ex gladiadores con antecedentes penales, conocidos como "saltafila". Estos individuos intimidaban a las guías turísticas en el Parque Arqueológico, exigiéndoles un porcentaje de sus ingresos para permitirles seguir trabajando y viviendo, bajo amenaza de violencia.Este fenómeno de ilegalidad en el área del Coliseo es un problema persistente que ha desafiado a varias administraciones municipales, a pesar de las ordenanzas y prohibiciones implementadas y los desafíos legales en el TAR (Tribunal Administrativo Regional). Uno de los acusados incluso se jactó de nunca haber pagado multas a pesar de sus delitos.